# U.S. Route 9
La U.S. Route 9 è una strada statunitense lunga 522,27 miglia (840,51 km) in direzione sud-nord. Attraversa gli Stati del Delaware, New Jersey, e New York.

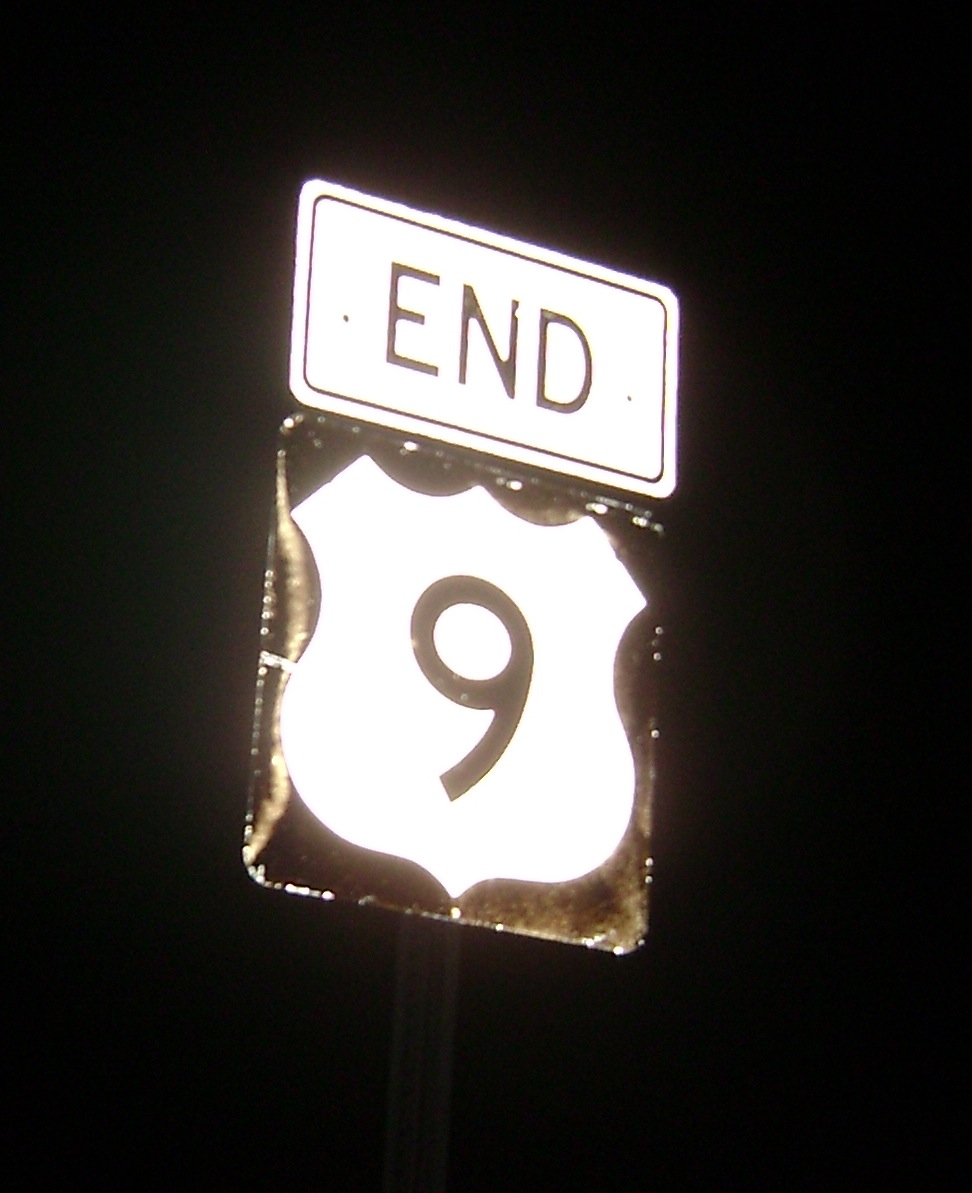
Cartello posto alla fine della strada

Si tratta di una delle due U.S. highways con un collegamento via traghetto (tra Lewes, nel Delaware, e Cape May, nel New Jersey); l'altra è la U.S. Route 10.
La direzione della US 9 è in direzione ovest-est solo nello Stato del Delaware, mentre il resto della strada corre in direzione nord-sud.
Il capolinea meridionale del percorso è a Laurel nel Delaware a un incrocio con la U.S. Route 13, mentre il capolinea nord della strada è una strada senza uscita a Champlain, poco prima del confine tra Stati Uniti e Canada.